# 辛加伊 (納羅季奇區)
51°2′28″N 29°26′57″E / 51.04111°N 29.44917°E
辛加伊（烏克蘭語：Сингаї），是烏克蘭北部的村莊，隸屬日托米爾州的科羅斯滕區。該村面積0.32平方公里，海拔高度167米，2001年人口18，人口密度每平方公里56.07人。